# 办公室行动
在美国，办公室行动（Office action）是指审查员在专利或商标审查程序中製作文件并將文件邮寄给专利或商标的申请人。办公室行动这一表述在许多司法管辖区都有使用。